# Kiyacursor
Kiyacursor (il cui nome significa "corridore del fiume Kija") è un genere estinto di dinosauro teropode noasauride vissuto nel Cretaceo inferiore (Aptiano), in quella che oggi è la Formazione Ilek, Russia. Il genere contiene un'unica specie, la specie tipo K. longipes, conosciuta da uno scheletro parziale. Kiyacursor rappresenta il primo ceratosauro risalente al Cretaceo inferiore scoperto in Asia, nonché il secondo teropode non-aviario nominato dalla Russia, dopo Kileskus nel 2010.

## Scoperta e denominazione

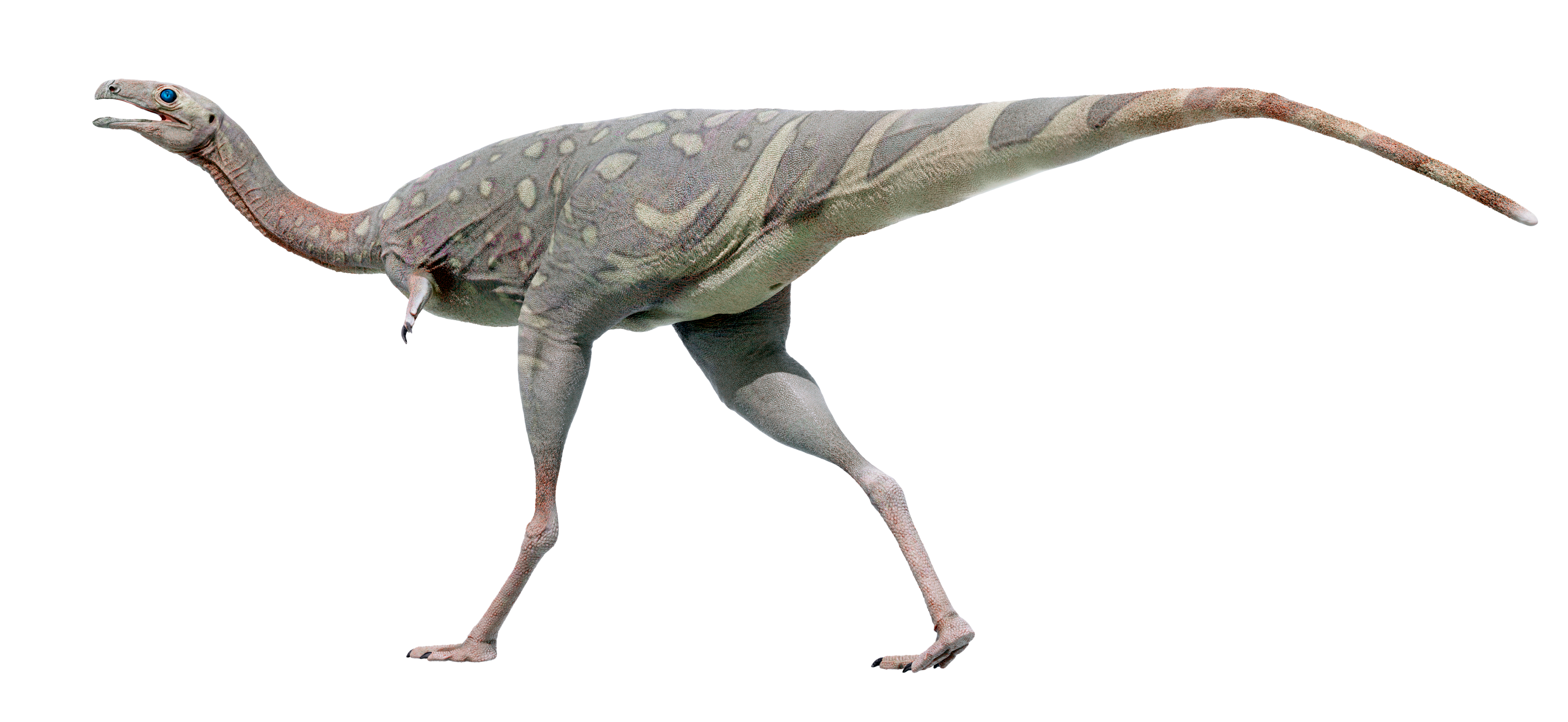
Ricostruzione artistica di K. longipes

L'esemplare olotipo di Kiyacursor, KOKM 5542, venne scoperto nell'estate del 2023 nei sedimenti della Formazione Ilek (località Shestakovo 1) presso il fiume Kija nell'oblast di Kemerovo, Russia. L'esemplare è costituito da uno scheletro incompleto, che comprende le vertebre cervicali e caudali, le costole cervicali e dorsali, uno scapolocoracoide sinistro, omeri e gran parte di entrambi gli arti posteriori articolati.
Una vertebra cervicale parziale, PIN 329/16, venne descritta per la prima volta nel 2023 da Averianov e Lopatin come appartenente a un teropode dal collo lungo simile ai therizinosauroidi basali come Falcarius. Siccome questo esemplare è stato ritrovato nella stessa località dell'olotipo di Kiyacursor, Averianov et al. (2024) hanno suggerito che potrebbero rappresentare lo stesso individuo.
All'inizio del 2024, il nome "Kiyacursor" (in alternativa scritto "Kyacursor") venne menzionato per la prima volta in fonti online, inclusi stampa e social media, ma è rimasto un nomen nudum poiché la descrizione sottoposta a revisione paritaria non era ancora stata pubblicata.
Nello stesso anno, Averianov e colleghi descrissero formalmente Kiyacursor longipes come un nuovo genere e specie di teropode noasauride basato su questi resti fossili. Il nome del genere, Kiyacursor, combina un riferimento al fiume Kija, che si trova vicino alla località tipo, con la parola latina "cursor", che significa "corridore". Il nome della specie, longipes, unisce le parole latine "longus", che significa "lungo", e "pes", che significa "piede".

## Descrizione
Averianov et al. (2024) hanno stimato la lunghezza corporea di Kiyacursor a 2,5 metri. Tuttavia, sulla base di studi paleoistologici, Averianov et al. hanno suggerito che l'individuo olotipo fosse un subadulto immaturo al momento della morte, avendo stimato un'età di tre anni o poco più ed, in quanto tale, un individuo adulto sarebbe stato più grande.
Il terzo metatarso di Kiyacursor è piuttosto grande mentre il secondo metatarso è significativamente ridotto. Una morfologia simile è osservata nei relativi noasauridi Elaphrosaurus e Limusaurus, così come nel moderno struzzo. Ciò suggerisce che Kiyacursor, probabilmente, possedeva notevoli capacità cursori, essendo in grado di correre ad alta velocità.

## Classificazione

Dimensioni di Kiyacursor rispetto a un essere umano

Nel rigoroso albero di consenso delle loro analisi filogenetiche, Averianov et al. (2024) hanno recuperato Kiyacursor in un clade di noasauridi basali insieme ad Afromimus e un esemplare senza nome dalla Formazione Eumeralla dell'Australia, che, a sua volta, è il taxon gemello del clade formato da Noasaurinae ed Elaphrosaurinae. Questi risultati sono dimostrati nel seguente cladogramma:
|  | Afromimus                        |
|  |                                  |
|  | Kiyacursor                       |
|  |                                  |
|  | Taxon della Formazione Eumeralla |
|  |                                  |

|  | Vespersaurus                                                |
|  |                                                             |
|  | \| \| Masiakasaurus \| \| \| \| \| \| Noasaurus \| \| \| \| |
|  |                                                             |
|  | Masiakasaurus                                               |
|  |                                                             |
|  | Noasaurus                                                   |
|  |                                                             |

|  | Masiakasaurus |
|  |               |
|  | Noasaurus     |
|  |               |

|  | Limusaurus                                                                            |
|  |                                                                                       |
|  | \| \| Noasauride di Shaximiao (CCG 20011) \| \| \| \| \| \| Elaphrosaurus \| \| \| \| |
|  |                                                                                       |
|  | Noasauride di Shaximiao (CCG 20011)                                                   |
|  |                                                                                       |
|  | Elaphrosaurus                                                                         |
|  |                                                                                       |

|  | Noasauride di Shaximiao (CCG 20011) |
|  |                                     |
|  | Elaphrosaurus                       |
|  |                                     |

|  | Limusaurus                                                                            |
|  |                                                                                       |
|  | \| \| Noasauride di Shaximiao (CCG 20011) \| \| \| \| \| \| Elaphrosaurus \| \| \| \| |
|  |                                                                                       |
|  | Noasauride di Shaximiao (CCG 20011)                                                   |
|  |                                                                                       |
|  | Elaphrosaurus                                                                         |
|  |                                                                                       |

|  | Noasauride di Shaximiao (CCG 20011) |
|  |                                     |
|  | Elaphrosaurus                       |
|  |                                     |

|  | Vespersaurus                                                |
|  |                                                             |
|  | \| \| Masiakasaurus \| \| \| \| \| \| Noasaurus \| \| \| \| |
|  |                                                             |
|  | Masiakasaurus                                               |
|  |                                                             |
|  | Noasaurus                                                   |
|  |                                                             |

|  | Masiakasaurus |
|  |               |
|  | Noasaurus     |
|  |               |

|  | Limusaurus                                                                            |
|  |                                                                                       |
|  | \| \| Noasauride di Shaximiao (CCG 20011) \| \| \| \| \| \| Elaphrosaurus \| \| \| \| |
|  |                                                                                       |
|  | Noasauride di Shaximiao (CCG 20011)                                                   |
|  |                                                                                       |
|  | Elaphrosaurus                                                                         |
|  |                                                                                       |

|  | Noasauride di Shaximiao (CCG 20011) |
|  |                                     |
|  | Elaphrosaurus                       |
|  |                                     |

|  | Limusaurus                                                                            |
|  |                                                                                       |
|  | \| \| Noasauride di Shaximiao (CCG 20011) \| \| \| \| \| \| Elaphrosaurus \| \| \| \| |
|  |                                                                                       |
|  | Noasauride di Shaximiao (CCG 20011)                                                   |
|  |                                                                                       |
|  | Elaphrosaurus                                                                         |
|  |                                                                                       |

|  | Noasauride di Shaximiao (CCG 20011) |
|  |                                     |
|  | Elaphrosaurus                       |
|  |                                     |

|  | Afromimus                        |
|  |                                  |
|  | Kiyacursor                       |
|  |                                  |
|  | Taxon della Formazione Eumeralla |
|  |                                  |

|  | Vespersaurus                                                |
|  |                                                             |
|  | \| \| Masiakasaurus \| \| \| \| \| \| Noasaurus \| \| \| \| |
|  |                                                             |
|  | Masiakasaurus                                               |
|  |                                                             |
|  | Noasaurus                                                   |
|  |                                                             |

|  | Masiakasaurus |
|  |               |
|  | Noasaurus     |
|  |               |

|  | Limusaurus                                                                            |
|  |                                                                                       |
|  | \| \| Noasauride di Shaximiao (CCG 20011) \| \| \| \| \| \| Elaphrosaurus \| \| \| \| |
|  |                                                                                       |
|  | Noasauride di Shaximiao (CCG 20011)                                                   |
|  |                                                                                       |
|  | Elaphrosaurus                                                                         |
|  |                                                                                       |

|  | Noasauride di Shaximiao (CCG 20011) |
|  |                                     |
|  | Elaphrosaurus                       |
|  |                                     |

|  | Limusaurus                                                                            |
|  |                                                                                       |
|  | \| \| Noasauride di Shaximiao (CCG 20011) \| \| \| \| \| \| Elaphrosaurus \| \| \| \| |
|  |                                                                                       |
|  | Noasauride di Shaximiao (CCG 20011)                                                   |
|  |                                                                                       |
|  | Elaphrosaurus                                                                         |
|  |                                                                                       |

|  | Noasauride di Shaximiao (CCG 20011) |
|  |                                     |
|  | Elaphrosaurus                       |
|  |                                     |

|  | Vespersaurus                                                |
|  |                                                             |
|  | \| \| Masiakasaurus \| \| \| \| \| \| Noasaurus \| \| \| \| |
|  |                                                             |
|  | Masiakasaurus                                               |
|  |                                                             |
|  | Noasaurus                                                   |
|  |                                                             |

|  | Masiakasaurus |
|  |               |
|  | Noasaurus     |
|  |               |

|  | Limusaurus                                                                            |
|  |                                                                                       |
|  | \| \| Noasauride di Shaximiao (CCG 20011) \| \| \| \| \| \| Elaphrosaurus \| \| \| \| |
|  |                                                                                       |
|  | Noasauride di Shaximiao (CCG 20011)                                                   |
|  |                                                                                       |
|  | Elaphrosaurus                                                                         |
|  |                                                                                       |

|  | Noasauride di Shaximiao (CCG 20011) |
|  |                                     |
|  | Elaphrosaurus                       |
|  |                                     |

|  | Limusaurus                                                                            |
|  |                                                                                       |
|  | \| \| Noasauride di Shaximiao (CCG 20011) \| \| \| \| \| \| Elaphrosaurus \| \| \| \| |
|  |                                                                                       |
|  | Noasauride di Shaximiao (CCG 20011)                                                   |
|  |                                                                                       |
|  | Elaphrosaurus                                                                         |
|  |                                                                                       |

|  | Noasauride di Shaximiao (CCG 20011) |
|  |                                     |
|  | Elaphrosaurus                       |
|  |                                     |

|  | Afromimus                        |
|  |                                  |
|  | Kiyacursor                       |
|  |                                  |
|  | Taxon della Formazione Eumeralla |
|  |                                  |

|  | Vespersaurus                                                |
|  |                                                             |
|  | \| \| Masiakasaurus \| \| \| \| \| \| Noasaurus \| \| \| \| |
|  |                                                             |
|  | Masiakasaurus                                               |
|  |                                                             |
|  | Noasaurus                                                   |
|  |                                                             |

|  | Masiakasaurus |
|  |               |
|  | Noasaurus     |
|  |               |

|  | Limusaurus                                                                            |
|  |                                                                                       |
|  | \| \| Noasauride di Shaximiao (CCG 20011) \| \| \| \| \| \| Elaphrosaurus \| \| \| \| |
|  |                                                                                       |
|  | Noasauride di Shaximiao (CCG 20011)                                                   |
|  |                                                                                       |
|  | Elaphrosaurus                                                                         |
|  |                                                                                       |

|  | Noasauride di Shaximiao (CCG 20011) |
|  |                                     |
|  | Elaphrosaurus                       |
|  |                                     |

|  | Limusaurus                                                                            |
|  |                                                                                       |
|  | \| \| Noasauride di Shaximiao (CCG 20011) \| \| \| \| \| \| Elaphrosaurus \| \| \| \| |
|  |                                                                                       |
|  | Noasauride di Shaximiao (CCG 20011)                                                   |
|  |                                                                                       |
|  | Elaphrosaurus                                                                         |
|  |                                                                                       |

|  | Noasauride di Shaximiao (CCG 20011) |
|  |                                     |
|  | Elaphrosaurus                       |
|  |                                     |

|  | Vespersaurus                                                |
|  |                                                             |
|  | \| \| Masiakasaurus \| \| \| \| \| \| Noasaurus \| \| \| \| |
|  |                                                             |
|  | Masiakasaurus                                               |
|  |                                                             |
|  | Noasaurus                                                   |
|  |                                                             |

|  | Masiakasaurus |
|  |               |
|  | Noasaurus     |
|  |               |

|  | Limusaurus                                                                            |
|  |                                                                                       |
|  | \| \| Noasauride di Shaximiao (CCG 20011) \| \| \| \| \| \| Elaphrosaurus \| \| \| \| |
|  |                                                                                       |
|  | Noasauride di Shaximiao (CCG 20011)                                                   |
|  |                                                                                       |
|  | Elaphrosaurus                                                                         |
|  |                                                                                       |

|  | Noasauride di Shaximiao (CCG 20011) |
|  |                                     |
|  | Elaphrosaurus                       |
|  |                                     |

|  | Limusaurus                                                                            |
|  |                                                                                       |
|  | \| \| Noasauride di Shaximiao (CCG 20011) \| \| \| \| \| \| Elaphrosaurus \| \| \| \| |
|  |                                                                                       |
|  | Noasauride di Shaximiao (CCG 20011)                                                   |
|  |                                                                                       |
|  | Elaphrosaurus                                                                         |
|  |                                                                                       |

|  | Noasauride di Shaximiao (CCG 20011) |
|  |                                     |
|  | Elaphrosaurus                       |
|  |                                     |

|  | Afromimus                        |
|  |                                  |
|  | Kiyacursor                       |
|  |                                  |
|  | Taxon della Formazione Eumeralla |
|  |                                  |

|  | Vespersaurus                                                |
|  |                                                             |
|  | \| \| Masiakasaurus \| \| \| \| \| \| Noasaurus \| \| \| \| |
|  |                                                             |
|  | Masiakasaurus                                               |
|  |                                                             |
|  | Noasaurus                                                   |
|  |                                                             |

|  | Masiakasaurus |
|  |               |
|  | Noasaurus     |
|  |               |

|  | Limusaurus                                                                            |
|  |                                                                                       |
|  | \| \| Noasauride di Shaximiao (CCG 20011) \| \| \| \| \| \| Elaphrosaurus \| \| \| \| |
|  |                                                                                       |
|  | Noasauride di Shaximiao (CCG 20011)                                                   |
|  |                                                                                       |
|  | Elaphrosaurus                                                                         |
|  |                                                                                       |

|  | Noasauride di Shaximiao (CCG 20011) |
|  |                                     |
|  | Elaphrosaurus                       |
|  |                                     |

|  | Limusaurus                                                                            |
|  |                                                                                       |
|  | \| \| Noasauride di Shaximiao (CCG 20011) \| \| \| \| \| \| Elaphrosaurus \| \| \| \| |
|  |                                                                                       |
|  | Noasauride di Shaximiao (CCG 20011)                                                   |
|  |                                                                                       |
|  | Elaphrosaurus                                                                         |
|  |                                                                                       |

|  | Noasauride di Shaximiao (CCG 20011) |
|  |                                     |
|  | Elaphrosaurus                       |
|  |                                     |

|  | Vespersaurus                                                |
|  |                                                             |
|  | \| \| Masiakasaurus \| \| \| \| \| \| Noasaurus \| \| \| \| |
|  |                                                             |
|  | Masiakasaurus                                               |
|  |                                                             |
|  | Noasaurus                                                   |
|  |                                                             |

|  | Masiakasaurus |
|  |               |
|  | Noasaurus     |
|  |               |

|  | Limusaurus                                                                            |
|  |                                                                                       |
|  | \| \| Noasauride di Shaximiao (CCG 20011) \| \| \| \| \| \| Elaphrosaurus \| \| \| \| |
|  |                                                                                       |
|  | Noasauride di Shaximiao (CCG 20011)                                                   |
|  |                                                                                       |
|  | Elaphrosaurus                                                                         |
|  |                                                                                       |

|  | Noasauride di Shaximiao (CCG 20011) |
|  |                                     |
|  | Elaphrosaurus                       |
|  |                                     |

|  | Limusaurus                                                                            |
|  |                                                                                       |
|  | \| \| Noasauride di Shaximiao (CCG 20011) \| \| \| \| \| \| Elaphrosaurus \| \| \| \| |
|  |                                                                                       |
|  | Noasauride di Shaximiao (CCG 20011)                                                   |
|  |                                                                                       |
|  | Elaphrosaurus                                                                         |
|  |                                                                                       |

|  | Noasauride di Shaximiao (CCG 20011) |
|  |                                     |
|  | Elaphrosaurus                       |
|  |                                     |

## Paleoecologia

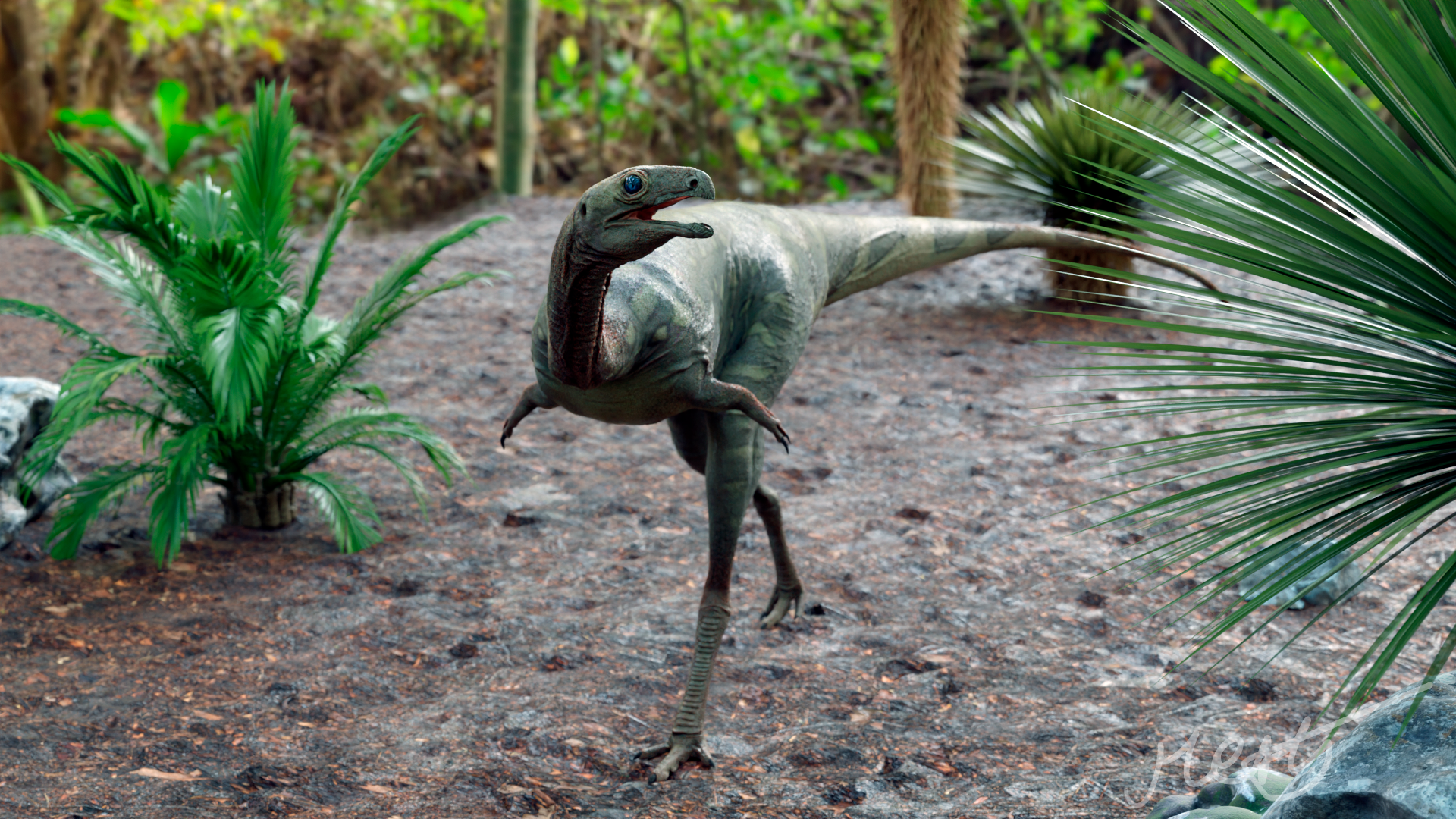
Ricostruzione artistica di K. longipes

Kiyacursor è stato ritrovato negli affioramenti della Formazione Ilek, che risale all'età Aptiana del Cretaceo inferiore. Altri dinosauri non-aviari che prendono il nome dalla formazione includono il ceratopsiano basale Psittacosaurus sibiricus e il sauropode somphospondylo Sibirotitan. Questa formazione ha restituito anche i resti degli uccelli Evgenavis e Mystiornis nonché diversi dinosauri indeterminati, compresi teropodi, sauropodi e stegosauri. Della formazione sono noti anche fossili di pterosauri, coccodrilli, tartarughe, lucertole, vari sinapsidi (compresi mammiferi) e anfibi. Molti di questi animali rappresentano popolazioni relitte di gruppi altrimenti conosciuti dal Giurassico, suggerendo che questa zona della Siberia fosse per loro un refugium durante l'inizio del Cretaceo.